# 支撑集
支撑集（英語：support，简称支集），是一个数学概念，它是集合{\displaystyle X}的一个子集，要求对给定的{\displaystyle X}上定义的实值函数{\displaystyle f}在这个子集上恰好非0。最常见的情形是，{\displaystyle X}是一个拓扑空间，比如实数轴等等，而函数{\displaystyle f}在此拓扑下连续。此时，{\displaystyle f}的支撑集被定义为这样一个闭集{\displaystyle C}：{\displaystyle f}在{\displaystyle X\backslash C}中为{\displaystyle {0}}，且不存在{\displaystyle C}的真闭子集也满足这个条件，即，{\displaystyle C}是所有这样的子集中最小的一个。拓扑意义上的支撑集是点集意义下支撑集的闭包。
特别地，在概率论中，一个概率分布是随机变量的所有可能值组成的集合的闭包。

## 闭支撑
常见的情况出现为：{\displaystyle X}是一个拓扑空间（例如实轴或n维欧几里得空间），并且{\displaystyle f:X\to \mathbb {R} }是连续的实值函数（或复值函数）。此时，{\displaystyle f}的支撑在拓扑上定义为使得{\displaystyle f}非零的{\displaystyle X}子集的闭包，即：
{\displaystyle \operatorname {supp} (f):=\operatorname {cl} _{X}\left(\{x\in X\,:\,f(x)\neq 0\}\right)={\overline {f^{-1}\left(\{0\}^{c}\right)}}.}
由于闭集的交集也是闭集，所以{\displaystyle \operatorname {supp} (f)}是集合论中所有包含{\displaystyle f}支撑的闭集的交集。
例如，{\displaystyle f:\mathbb {R} \to \mathbb {R} }定义如下：
{\displaystyle f(x)={\begin{cases}1-x^{2}&{\text{if }}|x|<1\\0&{\text{if }}|x|\geq 1\end{cases}}}
{\displaystyle f}的支撑是闭区间{\displaystyle [-1,1]}，因为{\displaystyle f}在开区间{\displaystyle (-1,1)}非零，其闭包为{\displaystyle [-1,1]}。
闭支撑的概念通常用于描述连续函数，但该定义对拓扑空间上的任意实值或复值函数都有意义，有些作者不要求 {\displaystyle f:X\to \mathbb {R} }（或 {\displaystyle f:X\to \mathbb {C} }不需要）连续。

## 紧支撑
如果某函数的支撑集是 {\displaystyle X} 中的一个紧集，此函数被称为是紧支撑於空间 {\displaystyle X} 的。例如，若 {\displaystyle X} 是实数轴，那么所有在无穷远处消失的函数都是紧支撑的。事实上，这是函数必须在有界集外为{\displaystyle 0}的一个特例。在好的情形下，紧支撑的函数所构成的集合，在所有在无穷远处消失的函数构成的集合中，是稠密集的，当然在给定的具体问题中，这一点可能需要相当的工作才能验证。例如对于任何给定的 {\displaystyle \epsilon >0}，一个定义在实数轴 {\displaystyle X} 上的函数 {\displaystyle f} 在无穷远处消失，可以粗略通过选取一个紧子集 {\displaystyle C} 来描述：
{\displaystyle |f(x)-1_{C}(x)f(x)|<\epsilon }
其中 {\displaystyle 1_{C}(x)} 表示 {\displaystyle C} 的指示函数。
注意，任何定义在紧空间上的函数都是紧支撑的。
当然也可以更一般地，将支撑集的概念推广到分布，比如狄拉克函数：定义在直线上的 {\displaystyle \delta (x)}。此时，我们考虑一个测试函数 {\displaystyle F}，并且 {\displaystyle F} 是光滑的，其支撑集不包括 {\displaystyle 0}。由于 {\displaystyle \delta (F)} （即 {\displaystyle \delta } 作用于 {\displaystyle F}）为 {\displaystyle 0}，所以我们说 {\displaystyle \delta } 的支撑集为 {\displaystyle \{0\}}。注意实数轴上的测度（包括概率测度）都是分布的特殊情况，所以我们也可以定义一个测度支撑集。

## 奇支集
在傅立叶分析的研究中，一个分布的奇支集或奇异支集有非常重要的意义。 直观地说，这个集合的元素都是所谓的奇异点，即使得这个分布不能局部地看作一个函数的点。
例如，单位阶跃函数的傅立叶变换，在忽略常数因子的情况下，可以被认为是{\displaystyle 1/x}，但这在{\displaystyle x=0}时是不成立的。所以很明显地，{\displaystyle x=0}是一个特殊的点，更准确地说，这个分布的傅立叶变换的奇支集是{\displaystyle \{0\}}，即对于一个支撑集包括{\displaystyle 0}的测试函数而言，这个分布的作用效果不能表示为某个函数的作用。当然这个分布可以表示为一个柯西主值意义下的瑕积分。
对于多变量的分布，奇支集也可以更精确地被描述为波前集，从而可以利用数学分析来理解惠更斯原理。奇支集也可以用来研究分布理论中的特殊现象，如在试图将分布'相乘'时候导致的问题（狄拉克函数的平方是不存在的，因为两个相乘的分布的奇支集必须不相交）。

## 支撑族
支撑族是一个抽象的拓扑概念，昂利·嘉当在一个层中定义了这个概念。在将庞加莱对偶性推广到非紧的流形上的时候，在对偶的一个方面上引入紧支撑的概念是自然的。
Bredon的书《Sheaf Theory》(第二版 1997)中给出了这些定义。{\displaystyle X}的一组闭子集{\displaystyle \Phi }是一个支撑族，如果它是下闭的并且它的有限并也是闭的。它的扩张是{\displaystyle \Phi }的并。一个仿紧化(paracompactifying)的支撑族对于任何{\displaystyle Y\in \Phi }，在子空间拓扑意义下是一个仿紧空间，并且存在一些{\displaystyle Z\in Pi}是一个邻域。如果{\displaystyle X}是一个局部紧空间，并且是豪斯多夫空间，所有的紧子集组成的族满足上的条件，那么就是仿紧化的。